# Mure (Raška)
Mure (Servisch cyrillisch Муре) is een plaats in de Servische gemeente  Raška. De plaats telt 148 inwoners (2002).